# 알로시네
알로시네(AlloCiné)는 영화, 텔레비전 방송 등 영상 작품에 관한 정보를 제공하는 프랑스의 온라인 데이터베이스이다. 특히나 DVD, 블루레이, VOD 정보 제공에 중점을 두고 있다.
서비스 초기에는 전화 기반 서비스였다가, 이후 인터넷 포털 사이트로 변모했다. 2005년부터 텔레비전 방송에 관한 정보도 제공하기 시작했다.
1993년 서비스를 개시했고 2000년에 카날+, 2002년에 비방디 유니버셜에 인수되었다. 2007년 6월부터 2013년까지는 미국의 투자 펀드 기업인 타이거 글로벌의 소유였다. 그리고 2013년부터 7월부터는 피말락이 소유하고 있다. 본사는 프랑스 파리 샹젤리제에 위치하고 있다.